# 深堀純賢
深堀 純賢（ふかほり すみかた/すみまさ）は、戦国時代から安土桃山時代にかけての武将。肥前国俵石城主。

## 出自
相模三浦氏、および和田氏の流れを汲む深堀氏は、和田仲光の代に上総伊南荘深堀に移り深堀氏を名乗った。仲光は承久3年（1221年）、承久の乱で幕府方として戦い、鎌倉幕府から恩賞地を拝領するが、仲光の子・深堀能仲は恩賞地の変更を幕府に要求し、建長7年（1255年）、肥前彼杵荘戸八浦の新補地頭となった。戸八浦は上総国から遠いため荘園は子の深堀行光に任せた。行光は子の深堀時光を代官として戸八浦（後に戸町浦）に派遣し、以後、時光の系統が戸八浦に在住して、地名も深堀と呼ばれるようになった。戦国時代のころには、深堀氏には長崎港を利用する貿易船から関税を徴収し、拒否されると船を襲い積荷を強奪するといった海賊のような側面もあった。

## 略歴
永禄8年（1565年）8月、純賢は深堀氏に養子として入り18代目を継いだ。以後、兄である西郷純堯と共に肥前西彼杵郡長崎の大村氏や長崎氏との抗争に明け暮れる。元亀元年（1570年）、純賢は大村純忠を攻める純堯に呼応し、長崎氏の館を攻めるも抵抗を受け撤兵する。同3年（1572年）7月、純堯が後藤貴明、松浦氏と結託し、三城城を激しく攻撃し（三城七騎籠り）、純忠戦死の噂が立つと、純賢は鶴城主長崎純景に城の明け渡しを迫っている。純賢勢は長崎氏領の館や教会を焼きはらったが、武士や百姓の激しい抵抗を受け撤退した。純堯も純忠の反撃を受け撤退している。
天正元年（1573年）、長崎を攻めた純賢は、満潮を利用し六十艘の船で夜襲を仕掛けた。なお、ルイス・フロイスは純賢の容貌を「醜く滑稽」と罵ったが、この時の長崎攻めで教会が焼き払われたことが原因と思われる。このころ、龍造寺氏に従属する。天正2年（1574年）、龍造寺隆信に従い、大友氏方である津村秀門の籠る筑後津村城を攻略した。
同2年（1574年）、純賢は純堯と共に長崎純景を攻め、長崎氏の砦と城外およびトードス・オス・サントス教会を焼き払っている。天正5年（1577年）、兄・純堯が龍造寺方に攻撃された際は調停を執り成し兄の降伏を許されている。同年、龍造寺隆信が大村純忠討伐を行うと、純賢は隆信の援助を受けて長崎を攻撃した。続く同6年（1578年）にも長崎を攻める。同6年から同8年（1580年）にかけて純堯と共に鶴城を攻撃した。
天正14年（1586年）7月から同15年（1587年）にかけての豊臣秀吉の九州平定には、秀吉に従い本領を安堵されるも、同16年（1588年）に発せられた海賊停止令に違反する不法行為を咎められ所領を没収され、純賢は佐嘉嘉世床へ移った。朝鮮の役を契機に鍋島氏の家臣となり、それを機に、鍋島氏の外戚石井氏から大宝院（石井忠俊の娘、鍋島直茂正室陽泰院の姪）を継室に、その連れ子である石井孫六（後の鍋島茂賢）を養子に迎えた。
養子である茂賢は、純賢の陣代として文禄・慶長の役に参加している。後に、茂賢は鍋島姓を許され、佐賀藩深堀邑6千石の初代邑主となり、佐賀藩家老職の家柄深堀鍋島家の祖となった。